# Res Fischer
Maria Theresia Fischer, zumeist Res Fischer, (8. November 1896 in Berlin – 4. Oktober 1974 in Ruit auf den Fildern bei Esslingen am Neckar) war eine deutsche Opernsängerin (Mezzosopran/Alt), später auch Gesangspädagogin.

## Leben und Werk

### Ausbildung
Res Fischer verbrachte ihre Jugend im schwäbischen Riedlingen. Zunächst war sie als Kunstgewerblerin tätig. Sie entwarf Batiken und „Modekleider“ und stellte Töpferarbeiten her. Sie entschloss sich dann aber, ihre Stimme ausbilden zu lassen. Sie studierte Gesang an den Konservatorien von Prag, Stuttgart und Berlin, wo noch die „große“ (Zitat von Kutsch/Riemens) Sopranistin Lilli Lehmann ihre Lehrerin war. 
Drei langjährige Engagements bildeten die Basis ihrer Karriere. Sie debütierte 1927 am Stadttheater Basel, an dem sie bis 1935 blieb. Es folgten von 1935 bis 1941 sechs Spielzeiten am Opernhaus der Stadt Frankfurt am Main. Von 1941 bis 1965 war sie als Ensemblemitglied an der Staatsoper Stuttgart verpflichtet. Die Karriere von Res Fischer dauerte ungewöhnlich lange, von 1927 bis 1972.

### Engagement am Stadttheater Basel
Res Fischer konnte sich bereits in Basel ein breites Repertoire aufbauen, welches vom Barock bis in die Gegenwart reichte. Sie stellte sich in klassischen Hosenrollen vor, als Orpheus und als Orlofsky, sang die dunklen Heroinen bei Verdi und Wagner (Ortrud, Azucena, Eboli und Amneris) und übernahm die Titelpartien in Carmen und Penthesilea. Daneben sang sie eine Reihe von Dienerinnen und Ammen – beispielsweise die Figaro-Marcellina, Magdalena und Emilia, weiters den Puck in Oberon und die Adelaide in Arabella. Neben der stimmlichen Bravour wurde stets auch ihr darstellerisches Talent gelobt. In Basel arbeitete sie mit interessanten jungen, später berühmten Regisseuren zusammen, mit Walter Felsenstein, Herbert Graf und Oskar Wälterlin. 
Sie wirkte an mehreren Schweizer Ur- und Erstaufführungen mit. In der Spielzeit 1927/28 war sie die Amme in der Schweizer Erstaufführung der Oper Prinzessin auf der Erbse von Ernst Toch. In der Spielzeit 1930/31 übernahm sie die Hosenrolle des Silla in der Schweizer Erstaufführung von Palestrina. In der Spielzeit 1932/33 war sie die Donna Beatriz in der Oper Dame Kobold von Felix von Weingartner. 1934 sang sie die Titelrolle in der Uraufführung der Oper Marisa von Hans Haug.

### Internationale Karriere
In ihrer Frankfurter Zeit begann langsam der Wechsel von der Ensemblesängerin zur internationalen Karriere. 1938 absolvierte sie mit der Frankfurter Oper eine Balkan-Tournee, die nach Bukarest, Sofia, Belgrad und Zagreb führte. 1941 wurde sie vom Teatro Comunale in Bologna eingeladen, die Erda in Wagners Siegfried zu übernehmen. 
1942 gastierte sie erstmals bei den Salzburger Festspielen, als Marzelline in einer Walter-Felsenstein-Inszenierung von Figaros Hochzeit. Sie stand 1944 in der Gottbegnadeten-Liste.
Nach dem Untergang des NS-Regimes folgte der internationale Durchbruch. 1946 sang sie an der Staatsoper Stuttgart die Gräfin Helfenstein in der deutschen Erstaufführung der Oper Mathis der Maler. 1949 übernahm sie bei den Salzburger Festspielen die Titelrolle in der Uraufführung der Oper Antigonae von Carl Orff.
In der Saison 1950/51 gastierte sie am Teatro dell’Opera di Roma als Gräfin Helfenstein in der italienischen Erstaufführung der Oper Mathis der Maler. 1951 sang sie höchst erfolgreich Klytämnestra, Küsterin und Ortrud am Teatro Colón von Buenos Aires. 1951/52 sang sie an der Oper Rom die Klytämnestra in Elektra.
Es folgten Einladungen an das Stadttheater Zürich, die Mailänder Scala, die Grand Opéra in Paris, das Teatro San Carlo in Neapel (1956), zum Maggio Musicale Fiorentino in Florenz (1960, als alte Burya in Jenůfa) sowie nach Amsterdam, Brüssel, Hamburg, London (1955, mit dem Ensemble der Staatsoper Stuttgart) und München.

### Späte Karriere und Lehrtätigkeit
1959 debütierte sie bei einem Gastspiel der Württembergischen Staatsoper Stuttgart als alte Burya in Jenůfa an der Wiener Staatsoper. Von 1959 bis 1961 sang sie bei den Bayreuther Festspielen in einer Inszenierung von Wieland Wagner die Mary im Fliegenden Holländer – an der Seite von George London und Leonie Rysanek. Im August 1961 wirkte sie bei den Salzburger Festspielen in der Uraufführung der Oper Das Bergwerk zu Falun von Rudolf Wagner-Régeny in der Rolle der Großmutter mit. 1965 erfolgte ihre Ernennung zum Ehrenmitglied der Stuttgarter Staatsoper. Ihre letzte Bühnenrolle war die Gaea in Daphne von Richard Strauss.
Res Fischer war in den Nachkriegsjahren auch als Gesangslehrerin tätig. Zu ihren Schülern zählten Margarethe Bence, Toni Blankenheim, Elsa Cavelti, Margrit von Syben und Elisabeth Weingartner.

## Rollen (Auswahl)
Repertoire
| Bizet: - Titelpartie in Carmen Gluck: - Orpheus in Orfeo ed Euridice Hindemith: - Gräfin Helfenstein in Mathis der Maler Engelbert Humperdinck: - Knusperhexe in Hänsel und Gretel Janáček: - Alte Buryja und Küsterin in Jenůfa Mozart: - Marcellina in Le nozze di Figaro Schoeck: - Titelpartie in Penthesilea Johann Strauß Sohn: - Prinz Orlofsky in Die Fledermaus Richard Strauss: - Herodias in Salome - Klytämnestra in Elektra - Amme in Die Frau ohne Schatten - Adelaide in Arabella - Gaea in Daphne |  | Strawinsky: - Iokaste in Oedipus Rex Tschaikowski: - Gräfin in Pique Dame Verdi: - Ulrica in Ein Maskenball - Prinzessin Eboli in Don Carlos - Azucena in Il trovatore - Amneris in Aida - Emilia in Otello - Mrs. Quickly in Falstaff Wagner: - Mary in Der fliegende Holländer - Ortrud im Lohengrin - Brangäne in Tristan und Isolde - Magdalena in Die Meistersinger von Nürnberg - Erda in Das Rheingold - Fricka in Die Walküre - Erda im Siegfried - Waltraute in Götterdämmerung Weber: - Puck in Oberon |

## Gesamtaufnahmen (Auswahl)
- Fortner: Bluthochzeit, Dirigent: Ferdinand Leitner, 1964
- Humperdinck: Hänsel und Gretel, Märchenspiel in drei Bildern, mit Gisela Litz (Hänsel), Rita Streich (Gretel), Res Fischer (Knusperhexe); Münchner Philharmoniker, Knabenchor des Wittelsbacher Gymnasiums München, Chor des Bayerischen Rundfunks, Dirigent: Fritz Lehmann. Aufnahme: 1953, DGG 435 471 2
- Marschner: Hans Heiling, Dirigent: Wilhelm Schüchter, 1950
- Mozart: Die Hochzeit des Figaro, Salzburger Festspiele, Dirigent: Clemens Krauss, 1942 – Marcellina
- Orff: Antigonae, Salzburger Festspiele, Dirigent: Ferenc Fricsay, 1949 – Titelpartie
- Verdi: Un ballo in maschera, Dirigent: Georg Solti, 1950 – Ulrica
- Wagner: Das Rheingold, live-Mitschnitt aus Hamburg, Dirigent: Wilhelm Schüchter – Erda